# 1722
Năm 1722 (số La Mã: MDCCXXII) là một năm thường bắt đầu vào thứ năm  trong lịch Gregory (hoặc một năm thường bắt đầu vào thứ hai của lịch Julius chậm hơn 11 ngày).